# Nati nel 1931/Maggio
| Questa pagina contiene informazioni ricavate automaticamente dalle voci biografiche con l'ausilio del template Bio e di un bot. L'aggiornamento è periodico e automatico e ricostruisce completamente la pagina. Se manca una persona in questa lista, sei pregato di non aggiungerla, ma accertati piuttosto che la sua voce biografica contenga il template Bio e che i dati anagrafici siano correttamente compilati. Se il template Bio manca, inseriscilo tu stesso o, in alternativa, metti l'avviso {{tmp\|Bio}} che ne segnala la mancanza. Se i dati riportati sono sbagliati, correggi direttamente la voce biografica; le modifiche saranno visibili in questa lista entro pochi giorni. Per chiarimenti vedi il progetto biografie. La lista contiene solo le 219 persone che sono citate nell'enciclopedia e per le quali è stato implementato correttamente il template Bio. Pagina aggiornata al 10 ago 2025. |

- 1º maggio - Yüksel Alkan, cestista turco († 2017)
- 1º maggio - Riccardo Dalisi, architetto, designer e artista italiano († 2022)
- 1º maggio - Gérald Genta, progettista e gioielliere svizzero († 2011)
- 1º maggio - Georgi Nikolov, calciatore bulgaro († 1978)
- 1º maggio - Chaudhry Ghulam Rasool, hockeista su prato pakistano († 1991)
- 1º maggio - Elwira Seroczyńska, pattinatrice di velocità su ghiaccio polacca († 2004)
- 1º maggio - Ira Sullivan, musicista e compositore statunitense († 2020)
- 2 maggio - Attilio Cantoni, canottiere italiano († 2017)
- 2 maggio - Elisa Frauenfelder, pedagogista italiana († 2017)
- 2 maggio - Martha Grimes, scrittrice statunitense
- 2 maggio - Licia Pasquali, ex cestista italiana
- 3 maggio - Gianni Basile, ex calciatore italiano
- 3 maggio - Ilio Colli, sciatore alpino italiano († 1953)
- 3 maggio - Hirokazu Kanazawa, karateka e maestro di karate giapponese († 2019)
- 3 maggio - Joe Layton, coreografo statunitense († 1994)
- 3 maggio - Anton Moravčík, calciatore cecoslovacco († 1996)
- 3 maggio - Petrus van Rhijn, calciatore olandese († 1999)
- 3 maggio - Aldo Rossi, architetto e teorico dell'architettura italiano († 1997)
- 3 maggio - Vasilij Rudenkov, martellista sovietico († 1982)
- 3 maggio - Edith Bruck, scrittrice, poetessa e traduttrice ungherese
- 4 maggio - Tomás Balcázar, calciatore messicano († 2020)
- 4 maggio - Romano Calisi, pedagogo e antropologo italiano († 1975)
- 4 maggio - Giorgio Dal Monte, calciatore italiano († 1992)
- 4 maggio - Herbert Grohs, calciatore austriaco († 2018)
- 4 maggio - Bruce Haack, compositore e produttore discografico canadese († 1988)
- 4 maggio - Giuseppe Marchetto, calciatore italiano († 2006)
- 4 maggio - Giovanni Moioli, presbitero e teologo italiano († 1984)
- 4 maggio - Jan Pesman, pattinatore di velocità su ghiaccio olandese († 2014)
- 4 maggio - Gennadij Nikolaevič Roždestvenskij, direttore d'orchestra e compositore russo († 2018)
- 4 maggio - Luigi Russo, attore, regista e sceneggiatore italiano († 2014)
- 4 maggio - Werner Unger, calciatore tedesco orientale († 2002)
- 4 maggio - Piero Zuccheretti, italiano († 1944)
- 5 maggio - Ðorđe Andrijašević, cestista e allenatore di pallacanestro jugoslavo († 2025)
- 5 maggio - Masatoshi Ozaki, allenatore di pallacanestro giapponese († 2025)
- 5 maggio - Greg, fumettista e scrittore belga († 1999)
- 5 maggio - Joseph Russo, mafioso statunitense († 1998)
- 6 maggio - Magda, attrice e produttrice cinematografica egiziana († 2020)
- 6 maggio - Arrigo Armieri, scultore italiano († 2021)
- 6 maggio - Jane Berbié, mezzosoprano francese
- 6 maggio - Jerzy Chromik, siepista e mezzofondista polacco († 1987)
- 6 maggio - Willie Mays, giocatore di baseball statunitense († 2024)
- 7 maggio - Baccio Baccetti, zoologo italiano († 2010)
- 7 maggio - Teresa Brewer, cantante statunitense († 2007)
- 7 maggio - Ludovico Gatto, storico italiano († 2019)
- 7 maggio - Miguel Gutiérrez, calciatore messicano († 2016)
- 7 maggio - Ricardo Legorreta Vilchis, architetto messicano († 2011)
- 7 maggio - Ivo Urban, calciatore e giornalista cecoslovacco († 2024)
- 7 maggio - Ingvar Wixell, baritono svedese († 2011)
- 7 maggio - Gene Wolfe, scrittore statunitense († 2019)
- 8 maggio - Werner Beierwaltes, filosofo tedesco († 2019)
- 8 maggio - Gabriele Biello, politico italiano
- 8 maggio - Adelaide Chiozzo, cantante, attrice e fisarmonicista brasiliana († 2020)
- 8 maggio - Bob Clotworthy, tuffatore statunitense († 2018)
- 8 maggio - Tibor Cselkó, ex cestista ungherese
- 8 maggio - Muhamet Sokoli, ex cestista albanese
- 9 maggio - Vance Brand, ex astronauta statunitense
- 9 maggio - Klára Fried-Bánfalvi, canoista ungherese († 2009)
- 9 maggio - Jimmy Gauld, calciatore scozzese († 2004)
- 9 maggio - Raimonda Orselli, socialite, attrice e ballerina italiana († 1993)
- 9 maggio - Melva Saunders, cestista australiana († 2021)
- 10 maggio - Vito Angelini, politico e operaio italiano († 1999)
- 10 maggio - Harry Bisbey, pallanuotista statunitense († 1992)
- 10 maggio - Carlo Boggio, politico italiano († 2017)
- 10 maggio - Luigi Concas, avvocato italiano († 2021)
- 10 maggio - Olja Ivanjicki, pittrice, scultrice e poetessa serba († 2009)
- 10 maggio - Josif Kricheli, compositore di scacchi georgiano († 1988)
- 10 maggio - Ichirō Nagai, attore e doppiatore giapponese († 2014)
- 10 maggio - Ettore Scola, regista cinematografico e sceneggiatore italiano († 2016)
- 10 maggio - Henri Simonet, economista e politico belga († 1996)
- 11 maggio - Clarence Anglin, criminale statunitense
- 11 maggio - Guido Bonino, politico italiano († 2022)
- 11 maggio - Jake Foster, pallanuotista australiano († 2013)
- 11 maggio - Addo Kazianka, ex ciclista su strada italiano
- 11 maggio - Angus McBride, pittore e illustratore inglese († 2007)
- 11 maggio - Grazia Raffa, poetessa italiana († 2018)
- 11 maggio - Americo Severini, ciclista su strada e ciclocrossista italiano († 2020)
- 11 maggio - José María Sánchez Lage, calciatore e allenatore di calcio argentino († 2004)
- 12 maggio - Giancarlo Bolognesi, calciatore italiano († 2001)
- 12 maggio - Franco Mandelli, ematologo italiano († 2018)
- 12 maggio - Franca Marino Buccellato, politica italiana († 2019)
- 12 maggio - Eddie Stuart, allenatore di calcio e calciatore sudafricano († 2014)
- 12 maggio - Bob Williams, cestista statunitense († 2021)
- 12 maggio - Alberto da Costa e Silva, diplomatico, scrittore e politico brasiliano († 2023)
- 13 maggio - Jimmy Adam, calciatore scozzese († 2008)
- 13 maggio - Giulio Brogi, attore italiano († 2019)
- 13 maggio - Eileen Diss, scenografa britannica († 2024)
- 13 maggio - Andrija Fuderer, scacchista jugoslavo († 2011)
- 13 maggio - Marisa Galeazzi Saracinelli, politica italiana († 2014)
- 13 maggio - Jim Jones, predicatore e criminale statunitense († 1978)
- 13 maggio - Edoardo Lualdi Gabardi, pilota automobilistico italiano
- 13 maggio - Gérard Mulliez, imprenditore e dirigente d'azienda francese
- 13 maggio - Martin Schröder, aviatore e imprenditore olandese († 2024)
- 14 maggio - Zoltán Huszárik, regista e sceneggiatore ungherese († 1981)
- 14 maggio - Serge Leroy, regista e sceneggiatore francese († 1993)
- 14 maggio - Egon Loy, ex calciatore tedesco
- 14 maggio - Alvin Lucier, compositore statunitense († 2021)
- 14 maggio - János Molnár, calciatore ungherese († 2000)
- 14 maggio - Václav Pšenička, sollevatore cecoslovacco († 2015)
- 14 maggio - Eleonore von Trapp, cantante austriaca († 2021)
- 15 maggio - Frits Korthals Altes, politico olandese († 2025)
- 15 maggio - Pierre Lagaillarde, avvocato e terrorista francese († 2014)
- 15 maggio - James Fitz-Allen Mitchell, politico sanvincentino († 2021)
- 15 maggio - Sergio Perin, calciatore italiano († 2015)
- 15 maggio - Rosetta Loy, scrittrice italiana († 2022)
- 15 maggio - Claus Roxin, giurista tedesco († 2025)
- 15 maggio - Nechama Tec, sociologa polacca († 2023)
- 15 maggio - Ken Venturi, golfista statunitense († 2013)
- 16 maggio - Frank Albanese, attore statunitense († 2015)
- 16 maggio - Vujadin Boškov, calciatore e allenatore di calcio jugoslavo († 2014)
- 16 maggio - Hana Brady, cecoslovacca († 1944)
- 16 maggio - Jack Dodson, attore statunitense († 1994)
- 16 maggio - Peter Levi, scrittore, archeologo e poeta inglese († 2000)
- 16 maggio - Donald Martino, compositore statunitense († 2005)
- 16 maggio - Wolfango Montanari, velocista italiano († 2021)
- 16 maggio - Alena Vrzáňová, pattinatrice artistica su ghiaccio cecoslovacca († 2015)
- 16 maggio - Lowell Weicker, politico statunitense († 2023)
- 17 maggio - Stan Albeck, cestista e allenatore di pallacanestro statunitense († 2021)
- 17 maggio - Marshall Applewhite, religioso statunitense († 1997)
- 17 maggio - Emil Bildstein, pallanuotista tedesco († 2021)
- 17 maggio - Rino Bulbarelli, giornalista italiano († 2014)
- 17 maggio - Mario Di Bartolomei, politico italiano († 2020)
- 17 maggio - Yves Dreyfus, schermidore francese († 2021)
- 17 maggio - Emidio Graça, calciatore portoghese († 1992)
- 17 maggio - Al'fred Kučevskij, hockeista su ghiaccio sovietico († 2000)
- 17 maggio - Jackie McLean, sassofonista e compositore statunitense († 2006)
- 17 maggio - Renato Montalbano, attore italiano († 2019)
- 17 maggio - Francesco Ogliari, storico, museologo e politico italiano († 2009)
- 17 maggio - Dewey Redman, sassofonista statunitense († 2006)
- 17 maggio - Peter Schmidt, artista, pittore e insegnante tedesco († 1980)
- 18 maggio - Nelson Chelle, cestista uruguaiano († 2001)
- 18 maggio - David Clapham, pilota automobilistico e giornalista sudafricano († 2005)
- 18 maggio - Corrado Ferlaino, imprenditore, ingegnere e dirigente sportivo italiano
- 18 maggio - Memo Geremia, rugbista a 15, allenatore di rugby a 15 e dirigente sportivo italiano († 1995)
- 18 maggio - Barbara Goldsmith, scrittrice, saggista e filantropa statunitense († 2016)
- 18 maggio - Bruce Halford, pilota di Formula 1 britannico († 2001)
- 18 maggio - Jacques Le Brun, storico francese († 2020)
- 18 maggio - Arne Legernes, calciatore norvegese († 2022)
- 18 maggio - Robert Morse, attore e cantante statunitense († 2022)
- 18 maggio - Bice Mortara Garavelli, grammatica e linguista italiana († 2023)
- 18 maggio - Meir Nitzan, politico israeliano († 2025)
- 18 maggio - Augusto Ranocchi, artista italiano († 2011)
- 18 maggio - Kalevi Sylander, cestista finlandese († 2014)
- 19 maggio - Bob Anderson, pilota motociclistico e pilota automobilistico britannico († 1967)
- 19 maggio - Luciano De Genova, sollevatore italiano († 2019)
- 19 maggio - Massimo Fagioli, psichiatra e psicoterapeuta italiano († 2017)
- 19 maggio - Tomislav Franjković, pallanuotista jugoslavo († 2010)
- 19 maggio - Morna Hooker, teologa e predicatrice britannica
- 19 maggio - Trevor Peacock, attore britannico († 2021)
- 19 maggio - Alfred Schmidt, filosofo e sociologo tedesco († 2012)
- 20 maggio - Pietro Giannattasio, generale e politico italiano († 2004)
- 20 maggio - Umberto Granaglia, boccista italiano († 2008)
- 20 maggio - Chiharu Igaya, ex sciatore alpino, dirigente sportivo e dirigente d'azienda giapponese
- 20 maggio - Georgios Vassiliou, politico cipriota
- 21 maggio - Mino De Rossi, ciclista su strada e pistard italiano († 2022)
- 21 maggio - Fulvia Franco, attrice italiana († 1988)
- 21 maggio - Dido Guerrieri, allenatore di pallacanestro e giornalista italiano († 2013)
- 21 maggio - Salvatore Martire, calciatore italiano († 2017)
- 21 maggio - Carlo Tuzii, regista, sceneggiatore e produttore televisivo italiano († 2000)
- 21 maggio - Mario Vecchiatto, pugile italiano († 1987)
- 22 maggio - Gérald Cottier, cestista e dirigente sportivo svizzero († 1979)
- 22 maggio - Bombolo, comico, attore e cabarettista italiano († 1987)
- 22 maggio - Louis Marin, filosofo e storico francese († 1992)
- 22 maggio - Francis Méano, calciatore francese († 1953)
- 22 maggio - Ezio Motta, arbitro di calcio italiano († 2021)
- 22 maggio - Diego Novelli, politico e giornalista italiano
- 23 maggio - Petro Balabujev, ingegnere sovietico († 2007)
- 23 maggio - Barbara Barrie, attrice statunitense
- 23 maggio - José da Conceição, altista e velocista brasiliano († 1974)
- 23 maggio - Laura Devon, attrice statunitense († 2007)
- 23 maggio - Vadim Vasili'evič Michajlov, regista sovietico († 2023)
- 23 maggio - Lucian Mureșan, cardinale e arcivescovo cattolico rumeno
- 23 maggio - Crispin Sorhaindo, politico dominicense († 2010)
- 23 maggio - Isaac Vitré, ciclista su strada francese
- 24 maggio - Gianni Basso, sassofonista e compositore italiano († 2009)
- 24 maggio - Jim Clark, montatore e regista britannico († 2016)
- 24 maggio - Michael Lonsdale, attore e pittore francese († 2020)
- 25 maggio - Zacarías Fiorio, cestista paraguaiano († 2008)
- 25 maggio - Georgij Grečko, cosmonauta sovietico († 2017)
- 25 maggio - Manfred Peter Hein, scrittore e traduttore tedesco († 2025)
- 25 maggio - Giacomo Luzietti, presbitero italiano († 1994)
- 25 maggio - Giuliano Piovanelli, allenatore di calcio e ex calciatore italiano
- 25 maggio - Bruno Silvestrini, medico italiano
- 25 maggio - Irwin Winkler, produttore cinematografico e regista statunitense
- 26 maggio - Domenico Baccheschi, pugile italiano († 2010)
- 26 maggio - Sven Delblanc, scrittore svedese († 1992)
- 26 maggio - Dennis Green, canoista australiano († 2018)
- 26 maggio - Simone Scatizzi, vescovo cattolico italiano († 2010)
- 27 maggio - Zora Folley, pugile statunitense († 1972)
- 27 maggio - Bernard Fresson, attore francese († 2002)
- 27 maggio - Faten Hamama, attrice e produttrice cinematografica egiziana († 2015)
- 27 maggio - Philip Kotler, economista statunitense
- 27 maggio - Giampaolo Lai, psicoanalista italiano
- 27 maggio - Francesco Paolo Liuzzi, politico e medico italiano († 2011)
- 27 maggio - Ignazio e Antonino Salvo, mafioso italiano († 1992)
- 27 maggio - James Q. Wilson, politologo statunitense († 2012)
- 28 maggio - Carroll Baker, attrice statunitense
- 28 maggio - Thérèse Bertherat, fisioterapista francese († 2014)
- 28 maggio - Ken Furphy, allenatore di calcio e calciatore inglese († 2015)
- 28 maggio - Vera Isler-Leiner, fotografa svizzera († 2015)
- 28 maggio - Frank Perris, pilota motociclistico britannico († 2015)
- 28 maggio - Eric Von Schmidt, musicista e pittore statunitense († 2007)
- 28 maggio - Gordon Willis, direttore della fotografia statunitense († 2014)
- 29 maggio - Gaetano Azzolina, medico, cardiochirurgo e politico italiano († 2023)
- 29 maggio - Teresio Bosco, scrittore, presbitero e teologo italiano († 2019)
- 29 maggio - Osvaldo Héctor Cruz, calciatore argentino († 2023)
- 30 maggio - Vizma Belševica, poetessa, scrittrice e traduttrice lettone († 2005)
- 30 maggio - Giorgio Cambiotti, fumettista italiano († 2000)
- 30 maggio - Antonio Gamoneda, poeta spagnolo
- 30 maggio - Jean Laherrère, ingegnere e geofisico francese
- 30 maggio - Trudelies Leonhardt, pianista olandese
- 30 maggio - Larry Silverstein, imprenditore statunitense
- 31 maggio - Giorgio Giorgerini, giornalista, scrittore e storico italiano († 2020)
- 31 maggio - Zvi Hecker, architetto israeliano († 2023)
- 31 maggio - Fletcher Johnson, cestista statunitense († 2008)
- 31 maggio - Neo Chwee Kok, nuotatore singaporiano († 1987)
- 31 maggio - Robert Schrieffer, fisico statunitense († 2019)
- 31 maggio - Juan Alfredo Torres, calciatore messicano († 2022)
- 31 maggio - Shirley Verrett, mezzosoprano e soprano statunitense († 2010)
- 31 maggio - Wincenty Wawro, cestista e allenatore di pallacanestro polacco († 1997)